# 札幌大学の人物一覧
札幌大学の人物一覧（さっぽろだいがくのじんぶついちらん）は、札幌大学に関係する人物の一覧記事。

## 歴代理事長
- 岩澤靖
- 岩澤誠
- 地崎宇三郎
- 伊藤義郎
- 堀達也
- 太田博

## 歴代学長
- 初 代： 佐々木吉郎（1967年 - 1968年）、経営学
- 第2代： 武田孟（1968年 - 1970年）、教育者
- 第3代： 岡本理一（1971年 ‐ 1974年）、経営学者・商学者
- 第4代： 馬場元二（1975年 - 1979年）、経済学者
- 第5代： 武田孟（1979年 - 1986年）、教育者
- 第6代： 木村真佐幸（1986年 - 1987年）、文学者・教育者
- 第7代： 馬場元二（1987年 - 1990年）、経済学者
- 第8代： 鈴木秀勇（1990年 - 1991年）、思想史家
- 第9代： 内山尚三（1991年 - 1995年）、法学者
- 第10代： 木村真佐幸（1995年 - 1999年）、文学者・教育者
- 第11代： 山口昌男（1999年 - 2003年）、文化人類学
- 第12代： 宮腰昭男（2003年 - 2011年）、工学
- 第13代： 桑原真人（2011年 - 2017年）、歴史学者
- 第14代： 鈴木淳一（2017年 - 2019年）、ロシア文学者
- 第15代： 大森義行（2019年 - ）、経営情報学

## 著名な教職員
- 靍日出郎（教授）
- 瀬川拓郎（教授）

## 元教職員
- 黒柳俊雄（客員教授）
- 相川紗登士（非常勤）
- 大城純男（教授）
- 佐藤郁夫（教授）
- 中田美知子（客員教授）
- 常本照樹（教授）
- ヴラジーミル・ジダーノフ（教授）
- 内海知秀（客員教授）

## 著名な出身者

### 研究者・学者
- 岡山洋一 - 外国語学部非常勤講師、札幌ディベート研究所代表
- 工藤孝史 - 現代教養専攻教授
- 本間雅美 - 地域共創専攻教授
- 加藤博文 - 北海道大学教授

### スポーツ

#### サッカー
- アデマール・ペレイラ・マリーニョ - 元サッカー選手
- 野村貢 - 元サッカー指導者
- 浅野裕史 - 元サッカー選手
- 萩野英明 - 元サッカー選手
- 河端和哉 - 元サッカー選手（現札幌大学サッカー部監督）
- 北野貴之 - 元サッカー選手
- 清原翔平 - サッカー選手（VONDS市原）
- 平塚悠知 - サッカー選手（ヴァンフォーレ甲府）

#### バスケットボール
- 横田陽 - バスケットボールCEO（レバンガ北海道CEO）
- 塚本鋼平 - 元バスケットボールコーチ（西宮ストークス アソシエイトコーチ）
- 遠山向人 - バスケットボールコーチ（熊本ヴォルターズヘッドコーチ）
- 田原隆徳 - バスケットボール選手（滋賀レクスターズ）

#### ウインタースポーツ
- 小浅星子 - 元女子スキージャンプ選手
- 伊藤徹 - リュージュ選手
- 山口瑞貴 - 女子スキージャンプ選手

#### その他スポーツ
- 岡地功 - 体操指導者
- 亀山英輝 - 元プロ野球選手（独立リーグ・徳島）
- 河上敬也 - プロ野球監督（独立リーグ・美唄）、元高校野球指導者（北照高校など）
- 関口優志  - フットサル選手
- 佐藤弘樹 - ラグビー選手（三菱重工相模原ダイナボアーズ）

### 芸能
- 橘家富蔵 - 落語家
- 三遊亭洋楽 - 落語家、元函館市議会議員
- 今野宏美 - 声優
- 石橋佳奈 - ローカルタレント
- 吉川拳生 - 俳優
- 真鍋吉明 - the pillowsギタリスト
- 上林英代 - グラビアアイドル、タレント
- 杉澤友香 - モデル
- ILL-BOSSTINO - ラッパー（THA BLUE HERB）
- MASAKI世界一周 -タレント、 旅行作家
- 合田道人 - 歌手、作詞家、作曲家、構成作家
- 半﨑美子 - シンガーソングライター（中退）
- 佐木伸誘 - シンガーソングライター（中退）
- 岩橋淳 - お笑い芸人（ビスケッティ）（中退）
- 岩野祐二（作詞家、音楽プロデューサー、演出家）
- 金子智也 - シンガーソングライター、ローカルタレント（THE BOYS&GIRLS)
- kouichitv - Youtuber

### 放送
- 此下弘美 - Air-G'DJ
- 久保田茂 - 元NHKアナウンサー
- 上平奈波 - フリーディスクジョッキー
- 岸田彩加 - フリーアナウンサー、元HTBアナウンサー、元NHK室蘭放送局キャスター

### その他
- 村山俊明 - 群馬県大泉町長（中退）